# Rhytidoponera numeensis
Rhytidoponera numeensis é uma espécie de formiga do gênero Rhytidoponera.